# Стіжки сіна (Клод Моне)
Стіжки сіна — серія, що складається з 25 картин Клода Моне, створена літом 1890 року в околицях Живерні, Франція.

## Тема
Тему стогів сіна в живописі до Моне використовували Мілле, Гоген, Піссаро і Ван Гог, — кожен по-своєму. Моне, як перший художник, що створює серії картин, впроваджує це в дію, створюючи по-своєму особливі роботи в імпресіоністичному стилі. За допомогою систематично організованої серії, ми можемо спостерігати один і той же мотив у різний період дня з особливим ранковим, полуденним чи вечірнім освітленням.

## Серія картин
Серія є однією з найбільш відомих робіт Моне. Найбільші колекції Стіжок знаходяться в музеї д'Орсе і музеї Мармоттан-Моне в Парижі, в Чиказькому художньому інституті, що включає 6 із 25 стогів, у Музеї витончених мистецтв у Бостоні, музеї Метрополітен і Музеї сучасного мистецтва в Нью-Йорку, у Національному музеї західноєвропейського мистецтва в Токіо та в Музей Оранжері.
Моне вже раніше зображав одну тему в різних кольорах та настроях, проте з кожною картиною його вміння передавати не тільки ефекти, а й відтінки, ставало все кращим. Самі стіжки вважалися доволі складним предметом для зображення, оскільки в їхньому, на перший погляд, однотонному, образі не було чіткого переважання одного кольору охри чи іншого відтінку, вони змінювали свою гаму фактично кожні 15 хвилин.
Стоги належали фермеру-сусіду Моне, мсьє Кверуель. Помітивши мінливість світла на сіні М. Кюруеля, Моне попросив свою доньку, Бланш, принести йому два полотна, одне для сонячної та одне для похмурої погоди. Але Моне незабаром виявив, що не може вловити надто швидку мінливість світла та його настрій лише на двох полотнах — у результаті йому довелось використовувати величезну кількість полотен, що відображали той самий стіг сіна з різницею в 15 хвилин. Таким чином, створення серії вимагало від митця щоденної тяганини з мольбертами та багатьма незавершеними полотнами вперед і назад та швидку роботу з тими, що найбільше нагадували потрібне в той момент світло.
Робота над Стіжками переривається через справу «Олімпії». У 1889 році Моне перейнявся думкою викупити цю картину у вдови Мане, щоб подарувати її Лувру. Він оголошує збір грошей, який першим підтримує доктор Белліо, закоханий в імпресіонізм. Протягом декількох місяців Моне присвячує весь свій час і енергію пропаганді справи «Олімпії»: він вважає це своїм обов'язком щодо пам'яті Мане. Було зібрано двісті тисяч франків, і в листопаді 1890 року «Олімпія» була подарована Люксембурзькому музею. У Луврі картина з'явилася тільки в 1907 році.
У зануреного в цю справу Моне майже не залишалося часу на живопис. Крім того, літо 1890 року було доволі похмурим і дощовим.
Копиці довершувалися вже в майстерні.
На виставці у Дюран-Рюель картини цієї серії викликали загальне захоплення, відповідно й розходилися за доволі високими цінами (4000—6000 франків за кожну). Особливе зацікавлення викликали ті роботи, що зображали в собі гаму заходу сонця.